# Asperstrihe
Asperstrihe är en kulle i Schweiz. Den ligger i distriktet Aarau och kantonen Aargau, i den centrala delen av landet, 70 km nordost om huvudstaden Bern. Toppen på Asperstrihe är 838 meter över havet.